# Rilić (Kupres, BiH)
Rilić je naseljeno mjesto u općini Kupres, Federacija Bosne i Hercegovine, BiH.

## Stanovništvo

### 1991.
Nacionalni sastav stanovništva 1991. godine, bio je sljedeći:
ukupno: 200
- Srbi - 200

### 2013.
Nacionalni sastav stanovništva 2013. godine, bio je sljedeći:
ukupno: 17
- Srbi - 12
- Bošnjaci - 5

## Šport
- NK Radnički Rilić, bivši nogometni klub

## Vanjske poveznice
- maplandia.com: Rilić